# Epístola de Jeremias

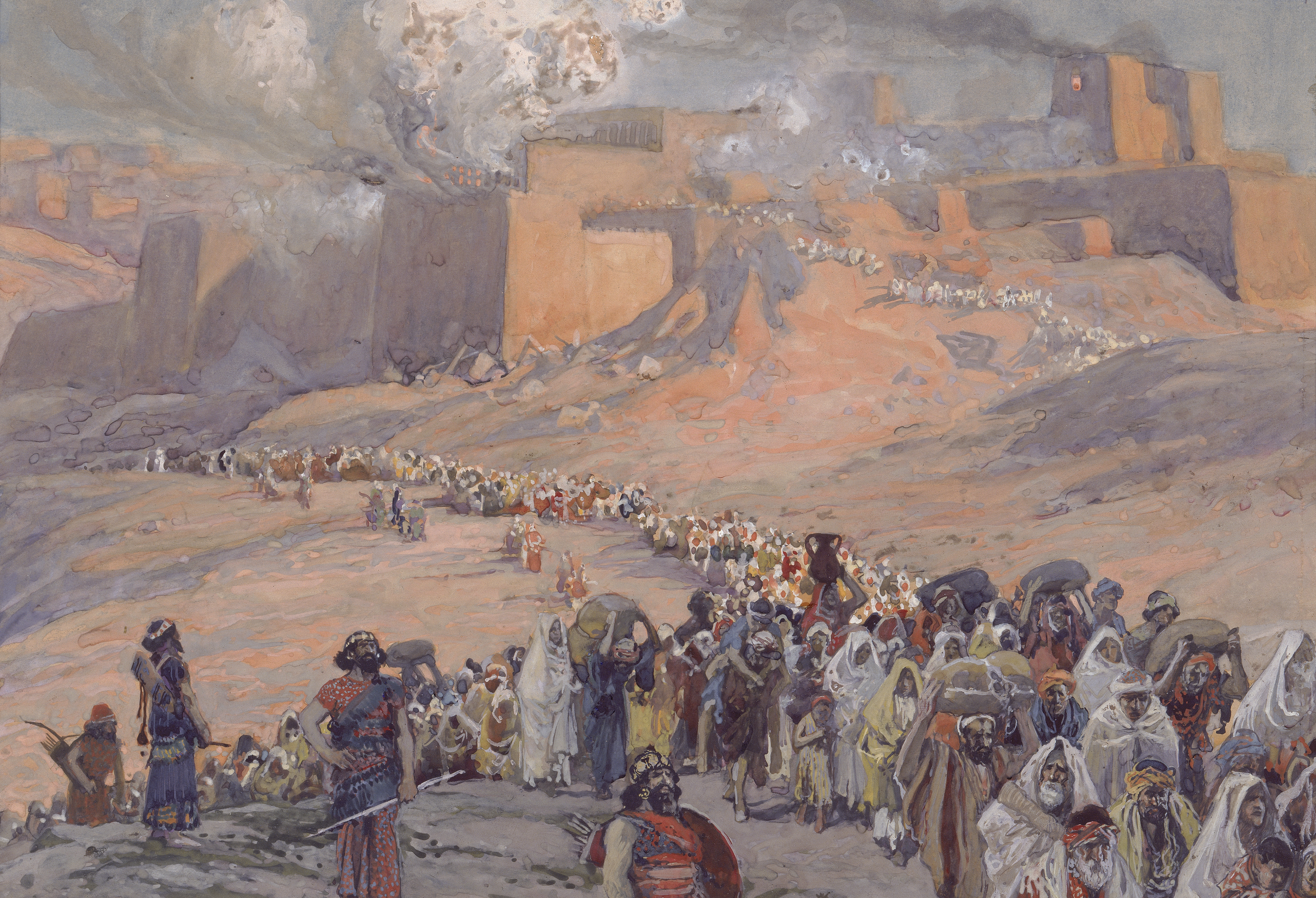
Prisioneiros judeus sendo levados para o cativeiro na Babilônia em 586 a.C.. É para eles que Jeremias escreveu esta carta.
1896 a 1902. Por James Tissot, atualmente no Jewish Museum de Nova Iorque, Estados Unidos.

Epístola de Jeremias é um livro deuterocanônico e pseudepígrafo do Antigo Testamento supostamente escrita pelo profeta Jeremias aos israelitas que estavam prestes a serem levados para o cativeiro na Babilônia por Nabucodonosor II depois da destruição de Jerusalém. Ela está incluída nas Bíblias católicas como o capítulo final do livro de Baruque (Baruque 6) e nas ortodoxas como um livro separado. Alguns estudiosos alegam que o título da obra é enganoso, pois consideram que o texto não é uma epístola e nem foi escrita por Jeremias.

## Autor
Segundo o texto da epístola, o autor é o profeta Jeremias. O "Livro de Jeremias" já contém o texto de uma carta enviada por Jeremias "de Jerusalém" para os "cativos" na Babilônia (Jeremias 29:1–23). A Epístola de Jeremias se denomina uma carta desta mesma natureza:
| Epístola de Jeremias 1:1 (Baruque 6:1): "Cópia de uma carta dirigida por Jeremias aos prisioneiros que deviam ser deportados para Babilônia, pelo rei dos babilônios, para dar-lhes conta da mensagem que Deus o havia encarregado de transmitir." | Jeremias 29:1: Ora são estas as palavras da carta que o profeta Jeremias enviou de Jerusalém aos que restavam dos anciãos do cativeiro, e aos sacerdotes, e aos profetas, e a todo o povo, que Nabucodonozor levara cativos de Jerusalém para Babilônia |

Nas palavras de E. H. Gifford, "o fato de Jeremias ter escrito uma carta desta natureza aos cativos parece ter dado a ideia de dignificar com seu nome outra carta que não foi realmente escrita até muitas eras depois de sua morte". Contra a visão tradicional, a maior parte dos estudiosos modernos concordam que o autor não foi Jeremias. Os principais argumentos são a qualidade literária e também a profundidade e sensibilidade religiosa. J. T. Marshall acrescenta que o uso de "sete gerações" (Baruque 6:3) ao invés de "setenta anos" (Jeremias 29:10) para a duração do exílio "aponta para longe de Jeremias e na direção de alguém que detestava o longo exílio".
O autor pode ter sido um judeu helenístico que vivia em Alexandria, mas é difícil dizer com certeza. Os manuscritos mais antigos que contém a Epístola de Jeremias são todos em grego, sendo o fragmento mais antigo, do século I a.C., descoberto entre os manuscritos de Qumran. Gifford relata que, na sua época, "a grande maioria dos críticos competentes e imparciais" consideravam o grego como sendo a língua original da epístola. Nas palavras de um destes críticos, O. F. Fritzsche, "se qualquer um dos livros apócrifos foi escrito em grego, este certamente foi". A opinião discordante mais forte desta maioria é de C. J. Ball, que reuniu um poderoso argumento em favor de um original hebraico. Porém, o estudioso de línguas semíticas da Universidade de Yale, C. C. Torrey, não se convenceu: "se o exame por um estudioso da ampla erudição e meticulosidade de Ball não produz nada melhor do que isto, pode-se dizer com pouca hesitação que a língua provavelmente não era o hebreu". A conclusão do próprio Torrey era de que a obra foi originalmente composta em aramaico. Em anos recentes, a opinião majoritária se alterou e o consenso atual é de que a epístola foi originalmente composta em hebraico (ou em aramaico).

## Data
A data desta obra é incerta. A maior parte dos estudiosos concorda que a data é dependente de certas passagens bíblicas, especialmente Isaías 44:9–20 e Isaías 46:5–7, e, por isso, não pode ser anterior a 540 a.C. (terminus ante quem). Como um fragmento (702) foi identificado entre os rolos da caverna 7 em Qumran, ela não pode ser posterior a 100 a.C. (terminus post quem). Em defesa desta última data pode ser uma possível referência à epístola em II Macabeus 2:1-3:
| Epístola de Jeremias 1:4-6 (Baruque 6:4-6): "Ireis ver em Babilônia deuses de prata, ouro e madeira, deuses que são carregados aos ombros e que, não obstante, inspiram temor aos pagãos. Quanto a vós, preveni-vos! Não imiteis esses estrangeiros, deixando que também o temor desses deuses se aposse de vós. Quando virdes a multidão comprimir-se em torno deles para adorá-los, dizei no silêncio de vossos corações: É somente a vós, Senhor, que devemos adorar." | II Macabeus 2:1-3: "Acha-se escrito nos documentos relativos ao profeta Jeremias, que foi ele quem ordenou aos cativos tomar o fogo, como se acaba de contar, e que o profeta, dando-lhes um exemplar da lei, lhes recomendou não esquecerem os mandamentos do Senhor e não se deixarem seduzir à vista dos ídolos de ouro e prata, ou dos ornamentos dos quais estavam ornados. Conjurou-os, entre outros avisos, a não afastarem a lei de seu coração." |

Como já mencionado, o uso de "sete gerações" e não "setenta anos" aponta para um período posterior. Ball calcula a data como sendo entre 317 e 307 a.C. e Tededche lembra que "é bem conhecido que muitos judeus foram atraídos para cultos estrangeiros durante o período grego, de 300 a.C. em diante, por isso o alerta na carta pode ter sido feito em qualquer momento deste período".

## Canonicidade
Embora a epístola esteja incluída como um livro separado na Septuaginta, na há evidências de que ela jamais tenha feito parte do cânone bíblico na tradição massorética.
A mais antiga evidência existente sobre a sua canonicidade na tradição cristã é a obra de Orígenes de Alexandria como citada por Eusébio de Cesareia em sua "História Eclesiástica". Orígenes listou "Lamentações" e a "Epístola de Jeremias" como uma única unidade com o próprio "Livro de Jeremias" entre "os livros canônicos como os hebreus nos deixaram", embora os estudiosos concordem que este trecho este corrompido.
Epifânio de Salamina, em Panarion, escreveu que os judeus mantinham em seus livros os deuterocanônicos Epístola de Jeremias e Baruque, ambos combinados com Jeremias e Lamentações em um único livro. Atanásio de Alexandria menciona o mesmo. Cirilo de Jerusalém menciona em sua lista de livros canônicos "...de Jeremias, um, incluindo Baruque e Lamentações e a Epístola". O Sínodo de Laodiceia (séc. IV) escreveu que Jeremias, Baruque, Lamentações e a Epístola eram canônicos e estavam reunidos em um único livro.
Jerônimo, responsável pela tradução da Bíblia para o latim vulgar, a Vulgata, afirmou que como não havia texto em hebraico disponível para a Epístola de Jeremias, ele a considerou, juntamente com outros livros, como apócrifos. Apesar da preocupação de Jerônimo, a Epístola foi incluída como o capítulo 6 do Livro de Baruque no Antigo Testamento da Vulgata. Em inglês, a Versão do Rei Jaime seguiu a mesma prática, mas realocou Baruque na seção dos apócrifos, a mesma solução adotada pela Bíblia de Lutero. No cânone da Igreja Ortodoxa Etíope, a epístola é parte do "Paralipomena de Jeremias" juntamente com IV Baruque.
Esta epístola é um dos quatro livros deuterocanônicos encontrados entre os manuscritos do Mar Morto (os outros são o Salmo 151, Siraque e Tobias). O fragmento encontrado está em grego, o que não elimina a possibilidade de o texto original ter sido escrito em hebraico ou em aramaico.

## Conteúdo
A "epístola" é, na verdade, uma sátira contra ídolos e a idolatria. Bruce M. Metzger sugere que "é possível caracterizá-la como um sermão apaixonado baseado num versículo do livro canônico de Jeremias", uma tese que recebeu apoio de outros estudiosos. O versículo citado é «Assim lhes direis: Os deuses que não fizeram os céus e a terra, perecerão da terra e de debaixo dos céus.» (Jeremias 10:11), o único do livro inteiro escrito em aramaico.
Esta obra foi escrita com um sério objetivo prático: instruir os judeus a não adorarem os deuses dos babilônios e a permenecerem fieis a Javé. Nas palavras de Gifford, "o autor está evidentemente fazendo um ardoroso apelo às pessoas que de fato viviam no meio do paganismo e precisando ser alertadas e encorajadas contra as tentações da apostasia". O autor alertou os judeus no cativeiro que eles deveriam permanecer no cativeiro por sete gerações e que, durante este período, eles veriam a adoração de ídolos. Os leitores foram alertados a não participarem, pois este ídolos foram criados por homens, sem poderem falar, ouvir ou se defender. Segue uma denúncia satírica da idolatria. Como explica Gifford, nesta zombaria da idolatria "não há um arranjo claro e lógico do pensamento, mas as divisões estão marcadas pela recorrência de um refrão, cujo objetivo é aparentemente dar uma espécie de ar rítmico à composição como um todo". Este refrão, segundo ele, aparece primeiro no versículo 16 e depois é repetido nos versículos 23, 29, 65 e 69. A conclusão reitera o alerta para que se evite a idolatria.